# Tunç Okan
Tunç Okan, né le 18 août 1942 à Istanbul, est un réalisateur, scénariste, producteur, acteur et dentiste turc.
Né Mehmet Celal Kulen, il est parfois connu sous le pseudo Bay Okan.

## Biographie
Alors qu'il effectue son service militaire en tant que lieutenant dentiste à Yassıada, il participe au concours de vedette en une du magazine Ses et se classe premier. Après le concours, il change son nom en Tunç Okan.
En 1965, il fait ses débuts d'acteur dans le film Veda Busesi, réalisé par Ülkü Erakalın. Bien qu'il n'ait aucune expérience ou formation d'acteur, il joue le rôle principal avec Türkân Şoray dans ce film. En 1966, après avoir joué le rôle principal dans le film Vahşi Sevda de Memduh Ün avec Hülya Koçyiğit, il abandonne sa carrière d'acteur en Turquie et part pour l'Allemagne.
En 1974, il se lance dans la réalisation avec le film Le Bus (tr). Bien que longtemps interdit en Turquie, il a été primé dans de nombreux festivals internationaux. Il n'a pu être visionné par les téléspectateurs turcs de nombreuses années plus tard, lorsque les chaînes de télévision privées ont commencé à le diffuser.
Dix ans après Le Bus, il réalise son deuxième film, Drôle de samedi, avec Francis Huster, Carole Laure, Jacques Villeret et Michel Blanc. Il est suivi de Mercedes, mon amour (tr) en 1992 et de son dernier film Les Raisins de l'espoir (tr) en 2013.
Tunç Okan vit actuellement à Nice, en France.

## Filmographie

### Réalisateur
- 1974 : Le Bus (tr) (Otobüs )
- 1984 : Drôle de samedi (Cumartesi Cumartesi)
- 1992 : Mercedes, mon amour (tr) (Sarı Mercedes)
- 2013 : Les Raisins de l'espoir (tr) (Umut Üzümleri)

### Producteur
- 1974 : Le Bus (tr) (Otobüs )
- 2013 : Les Raisins de l'espoir (tr) (Umut Üzümleri)

### Scénariste
- 1966 : Karanlıkta Vuruşanlar
- 1974 : Le Bus (tr) (Otobüs )
- 1984 : Drôle de samedi (Cumartesi Cumartesi)
- 1992 : Mercedes, mon amour (tr) (Sarı Mercedes)
- 2013 : Les Raisins de l'espoir (tr) (Umut Üzümleri)

### Acteur
- 1965 : Bir Caniye Gönül Verdim
- 1965 : Veda Busesi
- 1965 : Komşunun Tavuğu
- 1966 : Dağda Silah Konuşur
- 1966 : Vahşi Sevda
- 1966 : Vatan Kurtaran Aslan
- 1966 : Ben Bir Kanun Kaçağıyım
- 1966 : Ağaların Savaşı
- 1966 : Yaşamak Haram Oldu
- 1966 : Kahreden Firar
- 1966 : Karanlıkta Vuruşanlar
- 1966 : Ölüm Yolcuları
- 1966 : Vurguncular
- 1974 : Le Bus (tr) (Otobüs )
- 1984 : Drôle de samedi (Cumartesi Cumartesi)
- 1986 : Prenses de Sinan Çetin (tr)
- 2008 : Dirty Money, l'infiltré de Dominique Othenin-Girard
- 2016 : Durak de Serdar Gözelekli (tr)

## Crédit d'auteurs
- (tr) Cet article est partiellement ou en totalité issu de l’article de Wikipédia en turc intitulé « Tunç Okan » (voir la liste des auteurs).